# زک بلیر
زک بلیر (به انگلیسی: Zach Blair) لید گیتاریست گروه پانک راک رایز اگنست می‌باشد. او اهل شرمن، تگزاس می‌باشد.

## تاریخچه
قبل آمدن به رایز اگنست او به همراه برادرش دونی بلیر گیتاریست گروه "اونلی کرایم" بودند که برادرش حالا در گروه تودیز حضور دارد. او همچنین دو بار در تورهای گروه لاود وانس به آن‌ها کمک کرد. زک همچنین یک گیاهخوار با تعصب است که به‌طور فعال در PETA از حقوق حیوانات دفاع می‌کند.